# Jacques-Cartier (ville)
Pour les articles homonymes, voir Jacques Cartier (homonymie).
Jacques-Cartier (1947-1969) est une ancienne municipalité québécoise située dans l'actuelle ville de Longueuil en Montérégie.

## Histoire
En 1947, un secteur plutôt rural de la paroisse Saint-Antoine de Longueuil s'en détache, pour former la ville de Jacques-Cartier qui deviendra la cité en 1952,,.
Après avoir été temporairement installé (à partir de 1947) dans les bureaux du notaire Goyette, rue Saint-Georges, l'hôtel de ville de la cité de Jacques-Cartier emménage en 1952 dans un nouvel édifice au coin du boulevard Curé-Poirier et de la rue Brébeuf. Après la fusion de la cité avec Longueuil, le bâtiment restera utilisé par les services municipaux.
En 1953, la cité de Jacques-Cartier est en faillite. Elle est alors mise sous tutelle et administrée par la Commission municipale du gouvernement du Québec, et le restera jusqu'à la fin de son existence en 1969.
L'élection municipale de 1957 est entre autres marquée par l'arrestation frauduleuse du journaliste Gilles Constantineau.
En 1969, son dernier maire, Roland Therrien, en obtiendra le rattachement à la ville de Longueuil.

### Maires
| Maire                          | Début de mandat | Fin de mandat |
| ------------------------------ | --------------- | ------------- |
| Joseph-Rémi Goyette            | 1947            | 1949          |
| René Prévost                   | 1949            | 1954          |
| Hector Desmarchais             | 1954            | 1955          |
| Julien Lord                    | 1955            | 1957          |
| Joseph-Louis Chamberland       | 1957            | 1960          |
| Léo-Aldéo Rémillard            | 1960            | 1963          |
| Jean-Paul Tousignant (interim) | 1963            | 1963          |
| Charles Labrecque (interim)    | 1963            | 1963          |
| Jean-Paul Vincent              | 1963            | 1966          |
| Roland Therrien                | 1966            | 1969          |